# Grienericksee
Der Grienericksee liegt im Norden Brandenburgs im Landkreis Ostprignitz-Ruppin. Landschaftlich gehört er zum Rheinsberger Seengebiet. Der See wird vom Rhin durchflossen und ist Bestandteil des Naturparks Stechlin-Ruppiner Land.
Obwohl das Gewässer nicht den Namen der Stadt Rheinsberg trägt, liegt diese und das bekannte Rheinsberger Schloss hier und nicht am Rheinsberger See, mit dem der Grienericksee durch den kanalartig ausgebauten Rhin verbunden ist. Die Verbindung des Sees mit den angelegten Kanälen und Schleusen innerhalb der Mecklenburger Seenplatte ermöglicht eine direkte Bootsdurchfahrt von Rheinsberg bis zur Nordsee. Der Wasserspiegel des bis zu 14 Meter tiefen Sees liegt bei 55,4 m ü. NHN und wird über das Wehr an der Obermühle in Rheinsberg reguliert. Der Rhin verlässt dort den Grienericksee als weitgehend naturbelassener Bach („Rheinsberger Rhin“) und ist im weiteren Verlauf erst wieder ab dem Zermützelsee für Sportboote schiffbar. Mit Kanus darf der Rheinsberger Rhin im Oberlauf nur ausnahmsweise befahren werden, die reguläre Befahrbarkeit beginnt erst wieder in Zippelsförde.
Der Grienericksee ist Bestandteil der Rheinsberger Gewässer, einer sogenannten sonstigen Binnenwasserstraße des Bundes. Zuständig ist das Wasserstraßen- und Schifffahrtsamt Oder-Havel.
Der See wird 1745 als Krienerische See bezeichnet. Die Deutung des Namens ist unklar, vermutlich besteht ein Zusammenhang mit dem altpolabischen Wort *krina für 'Mulde'.